# Shirley Strong
Shirley Strong, född den 18 november 1958 i Northwich, Storbritannien, är en brittisk friidrottare inom häcklöpning.
Hon tog OS-silver på 100 meter häck vid friidrottstävlingarna 1984 i Los Angeles.